# Antonio César Morón
Antonio Cesár Morón (Antonio César Morón Espinosa, n. Granada, 1978) es un dramaturgo, poeta y ensayista español.

## Obra
Creador del concepto de dramaturgia cuántica, el cual ha ido ganando, desde la publicación de su ensayo original La dramaturgia cuántica. Teoría y práctica (Granada, Dauro, 2009), una gran aceptación dentro del ámbito académico y escénico, especialmente en la ciudad de Nueva York; hasta el punto de que son ya varios los dramaturgos que han sido influenciados por este libro y la novedosa técnica que plantea. Comenzando por el mismo autor, quien, en el citado ensayo, incluye la primera obra dramática escrita siguiendo los parámetros de este tipo de escritura: Dámada, la cual luego sería incluida en un libro fundamental de conjunto en donde el autor explora múltiples caminos posibles indicados y sugeridos en su propia teoría: Estado antimateria. Pentarquía de dramaturgia cuántica (Melilla, Consejería de Educación / GEEPP Ediciones, 2011), que comprende los títulos Dámada, Renacimiento, Mariana Pineda, Lady Pichica y La Tata Macha.
Como dramaturgo ha publicado, además, varios tipos de obras al margen de la citada técnica; comenzando por el más reciente de todos ellos: un conjunto de cinco monólogos bajo el título de Monólogos con maniquí (Granada, Dauro, 2012) que comprende los siguientes títulos: Los hombres interrogan a la muerte, Amada azul, Lasciate ogni speranza, Herencia de la desidia y El pendejo electromagnético. Su producción se incrementa con dos trilogías de teatro, una de comedias, Retórica del sueño de poder (Melilla, Consejería de Educación / GEEPP Ediciones, 2011) que engloba los títulos Pitas Payas, Academia e Índice de siluetas, y otra de tragedias, El metal y la carne (Melilla, Consejería de Educación / GEEPP Ediciones, 2010) que engloba los títulos Aullido de títeres, Tránsito para un azar y Triángulo escaleno. Ha publicado también obras de teatro sueltas como la comedia Siseos de venganza (Melilla, Consejería de Cultura, 2009) o la tragedia Eurídice (Melilla, Centro UNESCO de Melilla, 2011).
Como investigador y teórico del teatro ha publicado, además del ya citado, los ensayos Teatro y sentido. La interpretación frente a sus límites (Granada, Dauro, 2007), La escena y las palabras. Ensayos de teatro y dramaturgia (Granada, Zumaya, 2010), y la que fue su tesis doctoral José Martín Recuerda en la escena española (Granada, Universidad de Granada, 2007). Dentro de su producción poética destaca la obra Fragor de incertidumbre (Granada, Port-Royal, 2009). Y como investigador acerca de la poesía contemporánea española cabe citar su libro El Grupo Ánade de poesía (Granada, Port-Royal, 2011 y Granada, Dauro, 2006).